# Colorado Springs Ascent
El Colorado Springs Ascent fue un equipo de fútbol de los Estados Unidos que alguna vez jugó en la USL Premier Development League, la cuarta liga de fútbol más importante del país.

## Historia
Fue fundado en 2001 en la ciudad de Colorado Springs, Colorado como el segundo club de fútbol de la ciudad solo después del Colorado Springs Stampede de la década de los años 1990s. Fue uno de los equipos de expansión de la USL Premier Development League para la temporada 2004.
Su primera temporada en la USL Premier Development League fue mala, perdiendo más de la mitad de los partidos y acabaron en la quinta posición de la división. Para la temporada 2001 quedaron en la cuarta posición, aunque no les alcanzó para clasificar a los playoffs y la franquicia desapareció al finalizar la temporada.

## Temporadas
| Año  | División | Liga    | Temporada Regular  | Playoffs     | US Open Cup  |
| ---- | -------- | ------- | ------------------ | ------------ | ------------ |
| 2000 | "4"      | USL PDL | 5º, Rocky Mountain | No clasificó | No clasificó |
| 2001 | "4"      | USL PDL | 4º, Rocky Mountain | No clasificó | No clasificó |

## Gerencia
- Propietario: Colorado Springs Venture Sports, Inc.
- Presidente:  Jonathon Williams
- Gerente General:  Barry Simpson
- Consejo General:  Ted D'Arcy,  Willam Rudge
- Director de Relaciones Públicas:  Matt Hoagberg